# Вацлавина
Вацлавина (Вацлав, Вацлавин, пол. Wacław, рос. дореф. Вацлавинъ) — колишній хутір у Янушпільській волості Житомирського повіту Волинської губернії та Янушпільській сільській раді Янушпільського району Житомирської і Бердичівської округ.

## Населення
Наприкінці 19 століття кількість населення становила 33 особи, дворів — 4, у 1906 році — 24 особи, дворів — 5.
Відповідно до перепису населення СРСР 17 грудня 1926 року, чисельність населення становила 69 осіб, з них 42 чоловіків та 27 жінок; етнічний склад: українців — 12, поляків — 55, інших — 2. Кількість домогосподарств — 16, з них несільського типу — 2.

## Історія
Заснований 1894 року. Наприкінці 19 століття — хутір Янушпільської волості Житомирського повіту.
У 1906 році — ферма Янушпільської волості (4-го стану) Житомирського повіту Волинської губернії. Відстань до губернського та повітового центру, міста Житомир, становила 59 верст, до волосного центру, містечка Янушпіль — 3 версти. Найближче поштово-телеграфне відділення розташовувалося в Янушполі.
До 1917 року входив до складу Янушпільської волості Житомирського повіту Волинської губернії. У 1923 році підпорядкований новоствореній Янушпільській сільській раді, яка, 7 березня 1923 року, включена до складу новоутвореного Янушпільського району Житомирської округи. 17 червня 1925 року Янушпільський район передано до складу Бердичівської округи. Відстань до центру сільської ради, міст. Янушпіль — 3 версти, до районного центру, містечка Янушпіль — 3 версти, до окружного центру, в Бердичеві — 23 версти, до найближчої залізничної станції, Демчин — 12 верст.
Знятий з обліку населених пунктів до 1 жовтня 1941 року.